# Лига против поругаването
Лигата против поругаването (на английски: Anti-Defamation League, ADL), е правозащитна организация в САЩ.
Нейната цел е спиране на клеветите срещу еврейския народ и осигуряване на справедливост за всички хора, независимо от религията, цвета на кожата им, националния произход, етническата принадлежност, пола и сексуалната ориентация.

## История
Лигата против поругаването е основана през 1913 г. като отговор на увеличаващия се в САЩ антисемитизъм. Седалището ѝ е в Ню Йорк, като разполага с 25 офиса в САЩ, офис в Израел и персонал из Европа. Годишният ѝ бюджет е 70 милиона долара с директор Джонатан Грийнблат.
Поводът за учредяването на организацията е съдебният процес срещу 29-годишния евреин Лео Франк, който като мениджър на фабриката на баща си е осъден за изнасилването и убийството на 13-годишната работничка във фабриката Мери Фейгън. Лео Франк получава смъртна присъда за престъпленията си, обаче губернаторът на щата Джорджия по това време се възползва от правото си да замени това наказание на Лео Франк с доживотен затвор. Местната общност воглаве с повечето видни граждани на Атланта организира отвличането от затвора на Лео Франк с публичното му линчуване за назидание в стил Ку-клукс-клан, за което се разчува не само в САЩ, но и по света.
Седемдесет години след инцидента американският журналист Стив Они публикува книгата си "И мъртвите възкръсват: убийството на Мери Фейгън и линчуването на Лео Франк" , в която излиза със свой прочит за страшната история, анализирайки документите по/от делото и интервюирайки хора имали отношение към случая, достигайки до две заключения:
1. Лео Франк е невинен;
2. Организаторите и участниците в линча са най-уважаваните граждани на щата, в т.ч. губернатор, съдия и председател на Комитета на асамблеята на държавните затвори. [3]

## Дейност
Според Лигата против поругаването броят на антисемитите в САЩ през 21 век е 35 милиона.  През 2003 г. Антиклеветническата лига заявява, че във филма на Мел Гибсън „Страстите Христови“ има оскърбителни епизоди, които допринасят за разпространението на антисемитизма, на което обвинение Гибсън реагира остро.  През 2007 г. председателят на лигата заявява, че в Америка тя сътрудничи успешно с ФБР и полицията. По случай 100-годишния юбилей от учредяването ѝ през 2013 г. почетен гост на събитието е Росен Плевнелиев, който преди речта си на форума е представен на членовете ѝ от директора Ейбрахам Фоксман. 